# Tapinanthus letouzeyi
Espèce
Synonymes
- Tapinanthus globifer subsp. letouzeyi Balle[1]
- Tapinanthus globiferus letouzeyi Balle[2]
- Tapinanthus letouzeyi (Balle) Polhill & Wiens (Balle) Polhill & Wiens (préféré par UICN)[2]

Statut de conservation UICN

 VU A1c, D2 : Vulnérable
Tapinanthus letouzeyi (Balle) Polhill & Wiens est une espèce d'arbustes épiphytes  de la famille des Loranthaceae et du genre Tapinanthus, endémique du Cameroun.

## Étymologie
Son épithète spécifique letouzeyi rend hommage au botaniste français René Letouzey, collecteur au Cameroun entre 1945 et 1967, et notamment dans cette région.

## Distribution
C'est une plante endémique du Cameroun dont on ne connaît qu'un petit nombre de localisations dans la région du Nord-Ouest, principalement à travers des collections datant de 1996 ou avant. Ainsi, à Elak (Kilum), elle a été collectée en juin 1996 par Louis Zapfack à une altitude de 2 300 m. Les autres sites de collecte étaient : le lac Oku, le mont Neshele, à 10 km à l'est (ESE) de Bamenda, Santa, Kondo, à 40 km au nord-ouest de Bamenda. Dans la réserve forestière de Bafut Ngemba, elle est probablement éteinte à ce jour, du fait de la déforestation.

## Écologie
D'abord considérée comme « vulnérable » selon les critères de l'UICN, l'espèce a été réévaluée comme « en danger » (EN), en raison du nombre réduit de sites et des menaces qui pèsent sur son environnement (abattage d'arbres pour le chauffage et l'agriculture).